# Ядро свертки
В цифровой обработке изображений ядро свёртки, маска, свёрточная матрица — матрица для размытия, выделения границ изображения и других эффектов. Данные эффекты достигаются путем свёртки ядра и изображения, где каждый пиксель интерпретируется как трёхмерный RGB-вектор.

## Детали
Свёртка ядра и изображения выражается формулой
{\displaystyle g(x,y)=w*f(x,y)=\sum _{\Delta x=-a}^{a}\sum _{\Delta y=-b}^{b}w(\Delta x,\Delta y)f(x-\Delta x,y-\Delta y)},
где {\displaystyle g(x,y)} — изображение после применения свёртки, {\displaystyle w} — ядро свёртки, {\displaystyle f(x,y)} — изначальное изображение, {\displaystyle a,b} — произвольные границы свёртки. Стоит заметить, что операция будет применена в диапазоне от {\displaystyle -a} до {\displaystyle a} и от {\displaystyle -b} до {\displaystyle b} для координат {\displaystyle x} и {\displaystyle y} соответственно.
В зависимости от ядра, операция может создавать разные графические эффекты, такие как:
| Операция                   | Ядро                                                                             | Изображение |
| -------------------------- | -------------------------------------------------------------------------------- | ----------- |
| Тождественное отображение  | {\displaystyle {\begin{bmatrix}0&0&0\\0&1&0\\0&0&0\end{bmatrix}}}                |             |
| Выделение границ           | {\displaystyle {\begin{bmatrix}1&0&-1\\1&0&-1\\1&0&-1\end{bmatrix}}}             |             |
| Резкость                   | {\displaystyle {\begin{bmatrix}0&-1&0\\-1&5&-1\\0&-1&0\end{bmatrix}}}            |             |
| Размытие по Гауссу (3 х 3) | {\displaystyle {\frac {1}{16}}{\begin{bmatrix}1&2&1\\2&4&2\\1&2&1\end{bmatrix}}} |             |
| Тиснение                   | {\displaystyle {\begin{bmatrix}-2&-1&0\\-1&1&1\\0&1&2\end{bmatrix}}}             |             |

## Алгоритм
Каждый пиксель изображения, представляемый в виде вектора RGB-значений, умножается на ядро, после чего полученное значение вектора преобразуется в цвет, и устанавливается как пиксель нового изображения в соответствующих координатах. Данный алгоритм может быть выражен в виде псевдокода:
```
для каждой
 строки пикселей 
в
 изображении:
   
для каждого
 пикселя строки 
в
 строке пикселей:
       
переменная
 буфер = 0
       
для каждой
 строки элементов 
в
 ядре:
           
для каждого
 элемента ядра 
в
 строке элементов:
               
если
 позиция элемента ядра 
соответствует
 позиции пикселя строки 
тогда
:
                   
умножить
 элемент ядра 
на
 пиксель строки
                   
добавить
 результат 
к
 буферу
               
конецесли

       
установить значение
 буфера 
в
 пиксель выходного изображения
```

### Обработка краев
При применении алгоритма зачастую он предполагает наличие пикселей за границами изображений. В таком случае могут использоваться несколько методов для учёта этого случая:
Расширение
Краевые пиксели экстраполируются за границы изображения, чтобы предоставить значения для матрицы
Зацикливание
Пиксели для матрицы берутся с противоположного края, «зацикливая» изображение
Обрезание
Любой пиксель изображения, который предполагает выход матрицы за границы, пропускается. В таком случае размер конечного изображения отличен от размера изначального изображения
Постоянное значение
При выходе за границу используется постоянное значение цвета